# Werner Cronquist
Albert Werner Cronquist, född 26 juni 1846 i Malmö, död 22 november 1910 i Stocksund, var en svensk kemist med inriktning på geologi. Han var far till Gustaf Wernersson Cronquist.

## Biografi
Werner Cronquist studerade vid Malmö tekniska elementarskola 1860-1863, fortsatte vid Teknologiska Institutet, föregångaren till KTH, i Stockholm 1863-1866 och arbetade 1867-1871 som amanuens vid Sveriges geologiska undersökning (SGU). Som nybakad ingenjör hjälpte han till vid 1866 års allmänna industriutställning i Stockholm och visade senare ett stort intresse för utställningar och fackpress. Han gjorde 1871 en studieresa till Tyskland, Belgien och Holland som Vetenskapsakademiens stipendiat. Från 1868 började han ta konsultuppdrag och drev 1872-1884 en kemisk-teknisk byrå. Dess första undersökning gällde prov av torv. Byrån utgjorde skola för många yngre kemister.
Vid undersökningen av eldfasta material införde han en indelning i klasser som länge användes i handböcker. Undersökningen belönades 1878 med Polhemspriset.
Han var förste handelskemist åt Stockholms stad 1877-1884. På den posten efterträddes han av Erik Scholander och senare av John Landin. Från 1876 var han svenska statens "kontrollant för undersökning av eldfarliga oljor" och från 1897 av inspektör för sprängämnestillverkningen. Han var 1882-1904 rådgivare åt svenska flottan rörande sprängämnen. 1893 utnämndes han till hedersprofessor.
Cronquist gjorde uppfinningar på olika områden och bidrog till Nordisk familjebok under signaturen W.C. Han skrev ett hundratal artiklar i Teknisk Tidskrift, Geologiska föreningens förhandlingar och Industritidningen Norden. Han var verksam inom flera föreningar, var styrelseledamot och ordförande i Svenska Teknologföreningen och bidrog till grundandet av Svenska Kemistsamfundet 1883. Han skrev ofta artiklar i pressen och var även styrelseledamot i Publicistklubben. Från 1901 var han ledamot av Krigsvetenskapsakademien och från 1892 av Kungliga Örlogsmannasällskapet.

## Skrifter
- "Om sugfärger", i Teknisk Tidskrift (1873)
- De eldfasta råämnena i Skånes kolförande formationer (1877), belönades 1878 med det nyligen instiftade Polhemspriset.
- Om nitroglycerinhaltiga sprängämnen (1880), tillsammans med Gustaf Nordenström
- Lärobok om de häftiga sprängämnena (1886)